# Trabenče
Trabenče (nemško Trabenig) je naselje v Občini Teholica v Okraju Celovec-dežela na Koroškem v Avstriji.